# Chéri Samba
Chéri Samba o Samba wa Mbimba N'zingo Nuni Masi ndo Mbasi (30 de desembre de 1956, Kinto M'Vuila) és un artista contemporani de la República Democràtica del Congo, convertint-se d'aquesta manera en un dels artistes africans més coneguts dels darrers temps.
Moltes de les seves obres es troben en col·leccions d'institucions de renom com el Centre Pompidou de París, el Museu d'Art Modern de Nova York o en la Col·lecció d'Art Africà Contemporani (CAAC) de Jean Pigozzi. Una de les característiques més destacades de la seva obra és incloure textos en francès, anglès i llenguatge lingala que expressen comentaris sobre aspectes de la vida diària, social, polític i econòmic d'Àfrica.
Actualment, Samba viu entre Kinshasa i París.

## Biografia
Chéri Samba va néixer a Kinto M'Vulia (Congo). Prové d'una família on el seu pare era ferrer i la seva mare grangera. El 1972, amb tan sols 16 anys, va deixar el seu poble natal per a buscar feina en tallers de pintors i participar en la realització de cartells publicitaris a Kinshasa (capital de la República Democràtica del Congo), on es trobà amb artistes com Moke i Bodo. Serà a la mateixa capital on s'impregnarà del cultiu comercial de còmics el qual influirà en la seva obra posterior.
El 1975, va obrir el seu propi estudi i es converteix en il·lustrador de la revista Info Bilenge Entreteniment. Samba va utilitzar el treball com a pintor de cartells i alhora de còmics per a crear el seu estil. Va manllevar l'ús de la paraula "bombolles", l'art que li va permetre sumar no només narrativa, sinó també el comentari en les seves composicions donant-li així el seu estil de combinar quadres amb el text. La primera exposició va tenir lloc a les parets del seu estudi. Gràcies a aquesta, va guanyar una certa notorietat local i entre el 1975 i 1978 va tenir diversos encàrrecs de clients locals.
Participà com a figura central d'una pel·lícula documentada el 1982 i dirigida per Mweze Ngangura, qui va oferir les seves reflexions sobre la vida a Kinshasa. Set anys més tard, el 1989, l'exposició Les Magiciens de la Terre al Centre Nacional d'Art i Cultura Georges Pompidou de París el va fer conegut a nivell internacional. En 2001 exposa al Museu Valencià d'Etnologia.
El 2007, Robert Storr va convidar a Chéri Samba a participar en la 52a Exposició Internacional d'Art de la Biennal de Venècia, titulada Pensar amb els sentits, sent amb la ment. Art in the Present Tense.

## Obres
Les pintures de Chéri Samba estant constantment en relació entre la veritat i la falsa ingenuïtat. La major part dels quadres inclouen elements relacionats amb la sàtira social (evidència que queda clara en els textos de les seves obres). L'ús del color i la pràctica de l'autoretrat en la seva pintura són dues de les característiques principals de la seva obra.
Algunes de les exposicions més importants de l'artista són:
- 2012/2011

Els mons globals Art Contemporani Després de 1989 a "Zentrum für Kunst und Medientechnologie Karlsruhe" (Alemanya)
- 2011

JAPANCONGO: "Carsten Höllerʼs" a la col·lecció de Jean Pigozzi,"Le Magasin,Centre national d'Art Contemporain" (França)
- 2007/2008

Why Africa? Pinacoteca Giovanni e Marella Agnelli Turin (Itàlia)
Popular Painting de Kinshasa Tate Modern, (Room 10) (Londres)
- 2007

El Biennal de Venècia al Pavelló de Venècia (Itàlia)
- 2004

"Africa Remix Art Contemporain d'un continent", (Exposició mòbil: Alemanya, Regne Unit, França, Tòquio)